# クーリー蒸溜所

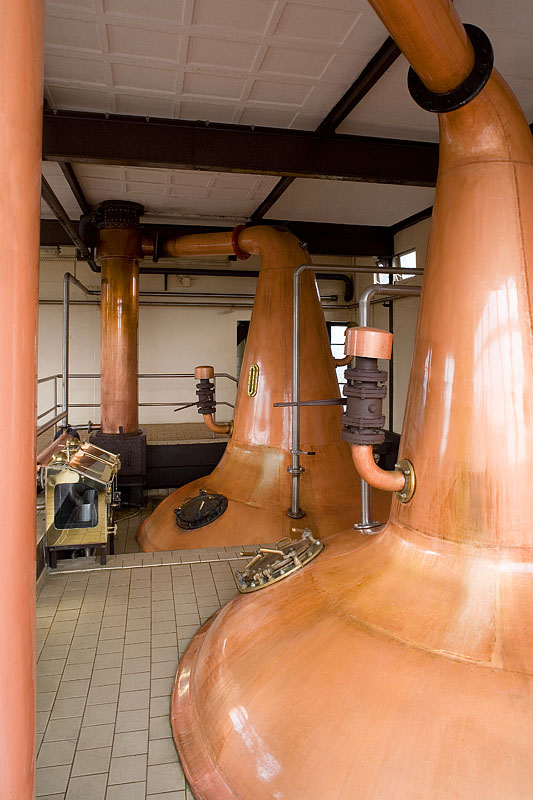
クーリーの銅製ポットスチル

クーリー蒸溜所（英語: Cooley Distillery）はアイルランド、ラウス県クーリー半島にあるアイリッシュ・ウイスキーの蒸溜所。1987年にジョン・ティーリング（John Teeling）によって古いジャガイモを原料とした酒のプラントから転換された。
2011年12月16日、ビーム社がクーリー蒸溜所の9500万ドル（7100万ユーロ）での買収計画を発表した。売却は2012年1月17日に終了した。ビーム社は2014年4月30日以降はサントリーホールディングス傘下となっており、現在クーリー蒸溜所はサントリーグローバルスピリッツ（旧：ビーム サントリー）の子会社となっている。

## 歴史
1985年、ハーバード大でアイリッシュ・ウイスキーの歴史の研究をし、その栄枯盛衰を見てきたジョン・ティーリング(John Teeling)が国営のジャガイモのシュナップス蒸溜所を買収した。アイルランドで100年ぶりに新しいウイスキー蒸溜所が誕生した。それから2年ほどで2基の塔式蒸溜器を持つ蒸溜所に転換された。
1998年、インターナショナル・ワイン・アンド・スピリッツ・コンペティション（IWSC）で優れた品質と時間をかけて堂々たる評判を獲得したことからトロフィーが授与された。クーリーはトロフィーを受賞した初めての蒸溜所となった。
2011年12月、クーリー蒸溜所は9500万ドルでビーム社に買収された。2014年4月30日に日本のサントリーに買収され、ビーム サントリーの子会社となっている。

## 取扱製品
- キルベガン（Kilbeggan） — もともとキルベガン蒸溜所で蒸留されていたブレンデッド・ウイスキーのキルベガンの銘柄は1989年以降クーリーが所有している。同蒸溜所は1957年には創業を停止したが2007年に再開している。熟成無しのものが最も知られており、2007年には15年熟成のものが発売された。18年熟成のウイスキーも発売されている[5]。
- グリーノア（Greenore） — シングルグレーン・ウイスキー（英語版）。グリーノアはトウモロコシのみから作られ、バーボン樽で熟成される。グリーノアは6年、8年、15年、18年版などいくつかの年数表記のものが生産されており、15年や18年の販売はそれぞれ15年が5000瓶、18年が4000瓶本ほどと比較的少ない。
- カネマラ（Connemara） — ピーテッドシングルモルトウイスキー。カネマラはアイリッシュ・ウイスキーで一般的な3回蒸留ではなく2回蒸留である[6]。バーボン樽で熟成される。シングルカスク、カスクストレングス、12年、ターフ・ムーア（Turf Mór）と呼ばれるピート強めの製品などがある。
- ターコネル（英語版）（Tyrconnell） — シングルモルトウイスキー。ターコネルは元製造者のオールド・ワット蒸溜所が閉鎖された1925年に休眠した銘柄であったが、1988年にクーリーが銘柄を購入した[7]。
- 2 Gingers - ミネソタのバーオーナーのKieran Folliardによって2011年に作られたブレンデッド・ウイスキーの銘柄。2 Gingersウイスキー社（2 Gingers Whiskey Co.）はビーム社に買収され、翌年に製品が最初に発売された[8]。

クーリー社はポティーンも販売しており、現在はダブリンの1店舗とダブリン空港のみで入手可能であるが、アメリカなど他の市場でも販売するために生産を拡大する予定である。

## 蒸留プロセス
2基の塔式蒸溜器とポットスチル（pot still）が特徴である。通常3回蒸留される他の多くのアイリッシュ・ウイスキーと異なり、クーリーの生産品は香気成分の一部が除去されると考えられる3回目の蒸留を行っておらず、一般的に2回蒸留である。

## 批評
クーリーは開業以来300以上のメダルを獲得している。そのほかに受賞したものではIWSCから2008年と2009年の「ヨーロピアン・ディスティラー・オブ・ザ・イヤー」や2008年の「ディスティラー・オブ・ザ・イヤー」を受賞しており、モルト・アドボケート誌の2010年度の「ディスティラー・オブ・ザ・イヤー」となっている。
クーリー蒸溜所の生産する個別品目の受賞では2005年にキルベガンでIWSCの「ベスト・イン・クラス」を、2004年にターコネルでIWSCのゴールドメダルを、2010年にグリーノアでIWSCのゴールドメダルと「ベスト・イン・クラス」を、また2010年にグリーノアで世界ウイスキー賞（World Whiskeys Awards）の「ベスト・イン・クラス」を受賞している。

## 註
1. ↑  “Beam buys last independent Irish whiskey distillery”.   Financial Times. 2014年10月24日閲覧。
2. ↑  “Cooley Distillery”. 2011年5月30日閲覧。
3. ↑  “Cooley Distillery sold in €71m deal”. RTÉ News. (2011年12月16日) 2011年12月16日閲覧。
4. ↑  “Beam completes acquisition of Cooley Distillery”. 2012年3月11日閲覧。
5. ↑  “Kilbeggan Whiskey Official Site”. 2011年5月30日閲覧。
6. ↑  “Connemara Whiskey Official Site”. 2011年5月30日閲覧。
7. ↑  “The Tyrconnell Heritage”. 2011年5月30日閲覧。
8. ↑  “About 2 Gingers”. 2014年10月24日閲覧。
9. ↑  Raskin, Hannah (2012年1月27日). “Irish Moonshine Could Be the Next Absinthe”. Seattle Weekly 2012年1月29日閲覧。
10. ↑  “Cooley Distillery Official Site”. 2011年5月30日閲覧。
11. ↑  “Kilbeggan Whiskey Awards”. 2011年5月30日閲覧。
12. ↑  “The Tyrconnell Whiskey Awards”. 2011年5月30日閲覧。